# Ісаак Рубінштейн
Ісаак Рубінштейн (1804 — 1 вересня 1878, Бад-Ішль) — австрійський політик єврейського походження з Буковини, депутат Рейхстагу в другій половині XIX століття.

## Життєпис
Працював секретарем Торгово-промислової палати в Чернівцях. Він мав єврейське походження. У великій єврейській громаді Чернівців він належав до ліберальних, прогресивно орієнтованих громадян. Його донька Сусанна Рубінштейн була доктором філософії.
Ісаак був членом Імперської Ради (національного парламенту), де в 1873 році взяв участь у перших прямих виборах до Імперської ради для курії торгово-промислових палат Буковини, Чернівецького повіту. Він був членом парламенту до своєї смерті в 1878 році. У 1873 році він значиться як Ісак Рубінштейн, імперський радник, за квартирою Чернівцях. У 1873 р. представляв у парламенті блок конституційної партії (ліберальної, централістичної та провіденційної).
Помер у вересні 1878 року.

## Примітки

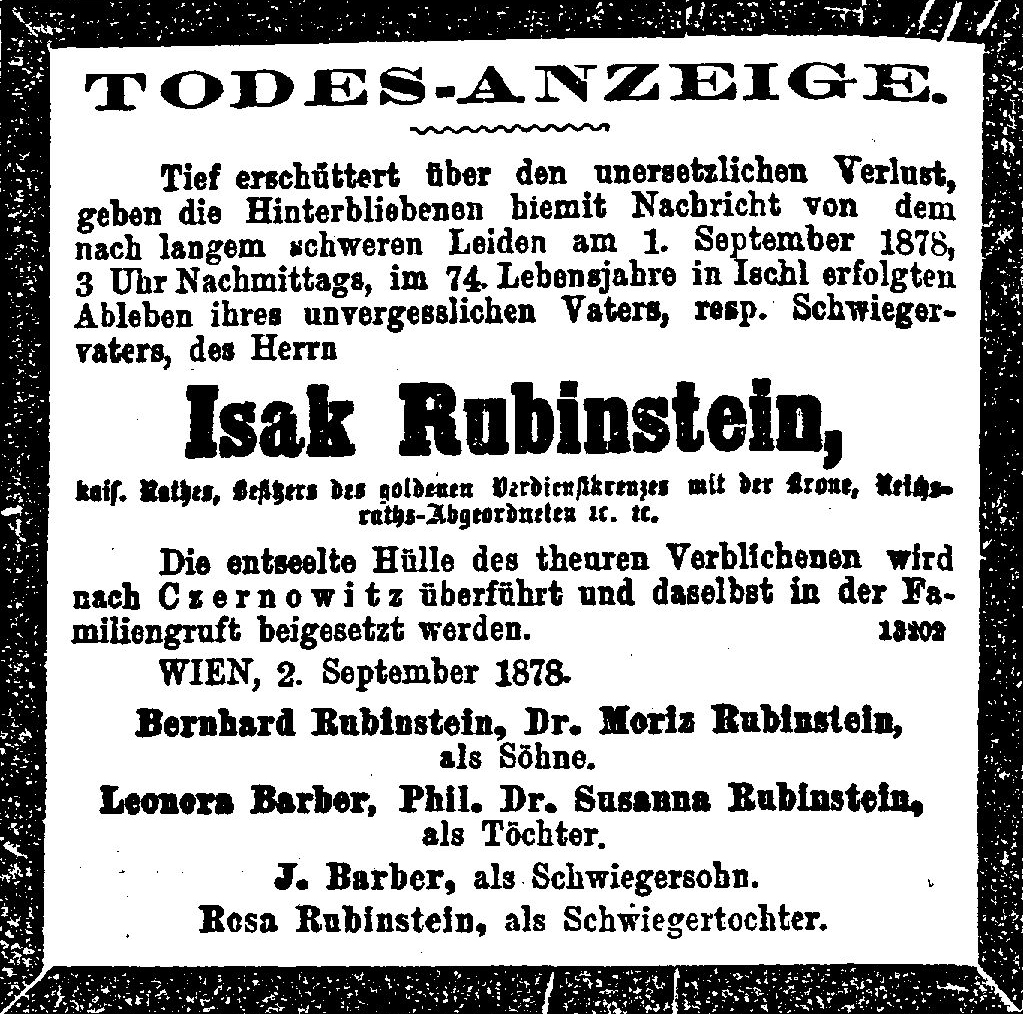
Повідомлення про смерть Ісака (Ісаака) Рубінштейна (бл. 1804—1878), банкіра, політика та президента єврейської громади Чернівців (1872—1877)